# Nakskovs kommun
Nakskovs kommun var fram till 2007 en kommun i Storstrøms Amt, Danmark.
1 januari 2007 gick Nakskovs kommun upp i Lollands kommun.